# Manot-Höhle
Die Manot-Höhle (hebräisch מְעָרַת מָנוֹת Məʿarat Manōt) ist ein archäologischer Fundplatz im Moschav Manot in Westgaliläa, Israel. Sie wurde im Jahr 2008 zufällig geöffnet, als im Verlauf von Bauarbeiten ein Teil der Höhlendecke von einer Planierraupe zerstört wurde. Schon bei der ersten Begehung der Höhle wurden Amateur-Speläologen auf das fossile Schädeldach eines Menschen (Sammlungsnummer: Manot 1) aufmerksam, das später auf ein Alter von 54.700 ± 5.500 Jahren (Cal BP) datiert wurde.

## Lage

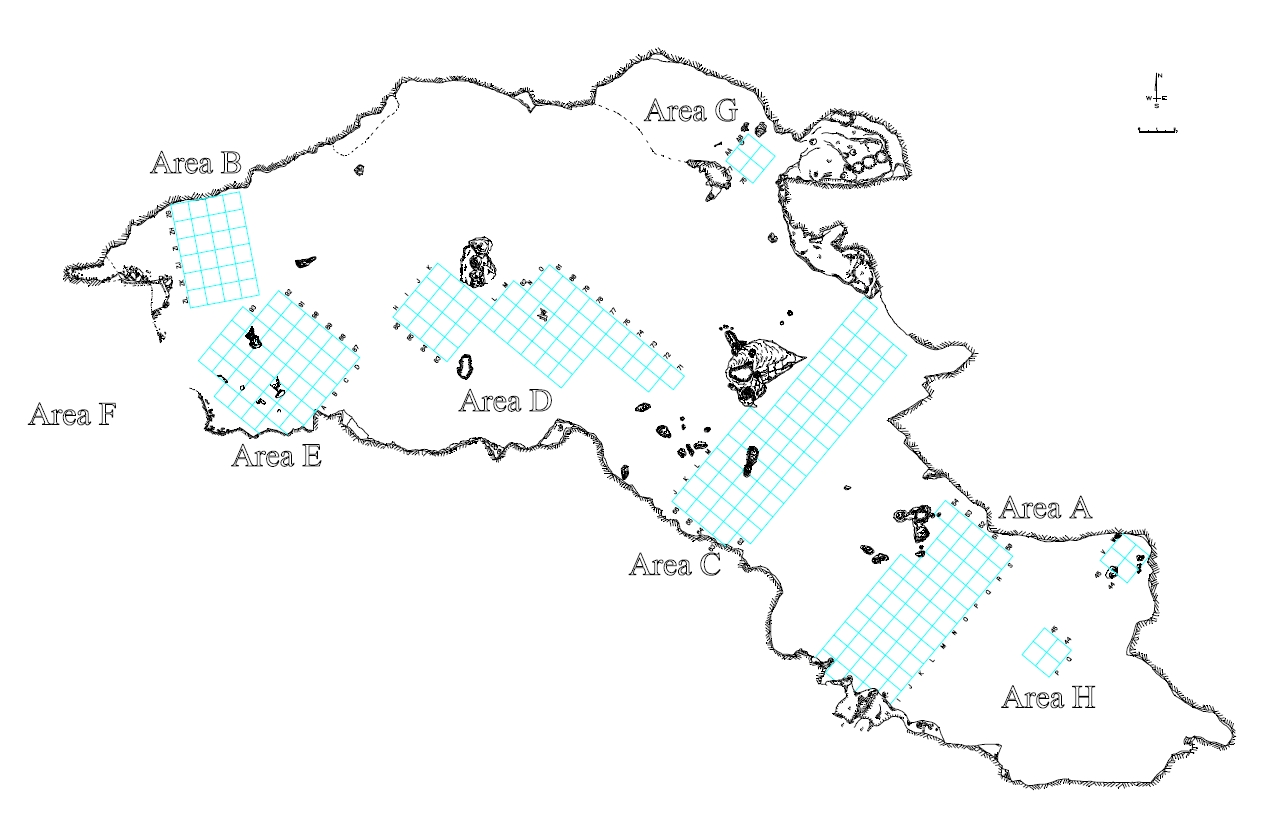
Plan der Höhle mit markierten Artefakthäufungen

Die Manot-Höhle entstand nördlich von Haifa in einer Kalkstein-Formation und liegt heute rund 300 Meter über dem Meeresspiegel in einem bewaldeten Hügelland. Die Höhle ist 80 Meter lang und 10 bis 25 Meter breit. Die beiden ursprünglichen Eingänge zur Höhle wurde vor rund 15.000 Jahren durch herabfallendes Gestein verschlossen. Danach blieb ihr Inneres von menschlichen Einflüssen unberührt.

## Erkundung

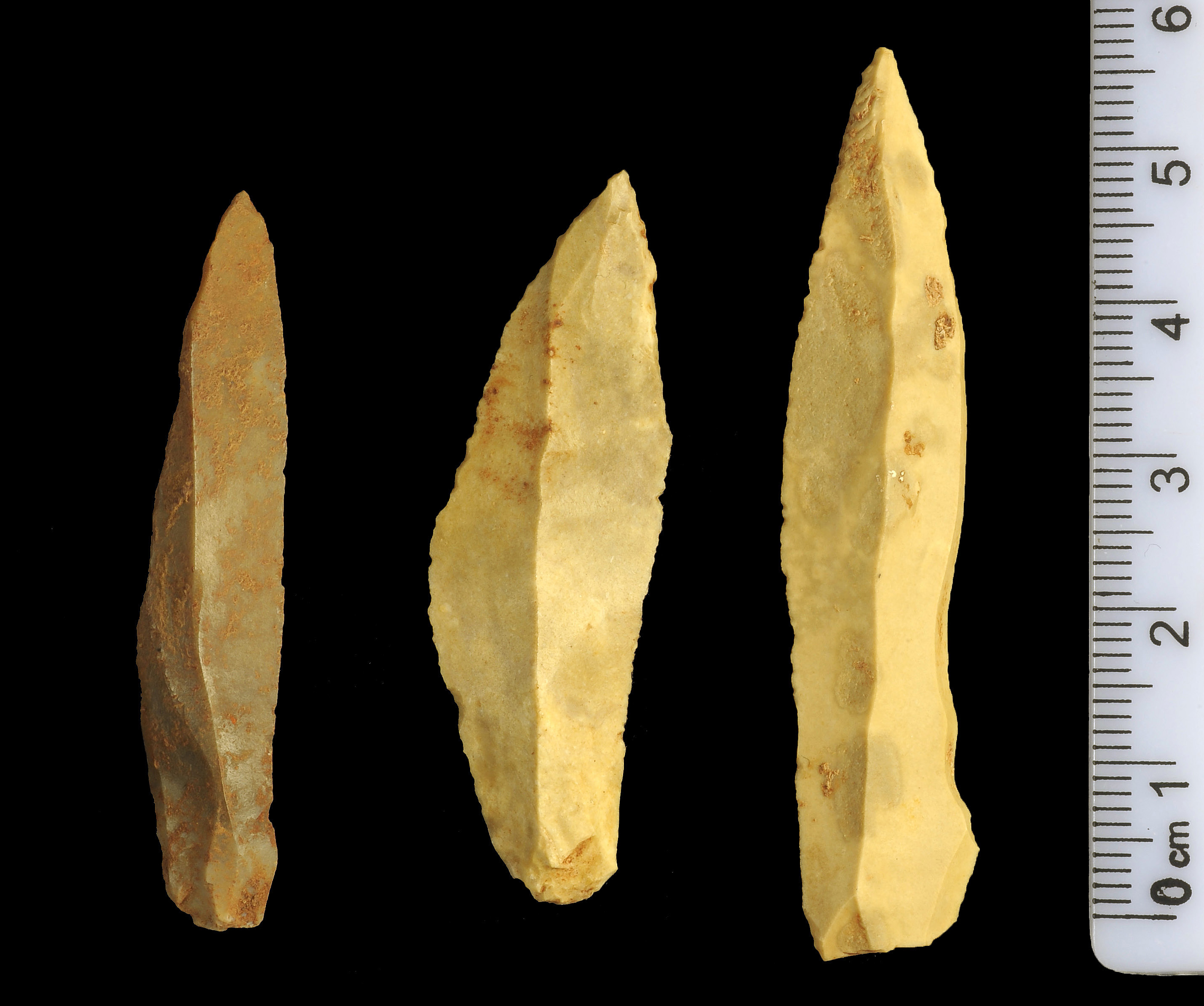
Drei bearbeitete Feuerstein-Spitzen aus der Manot-Höhle

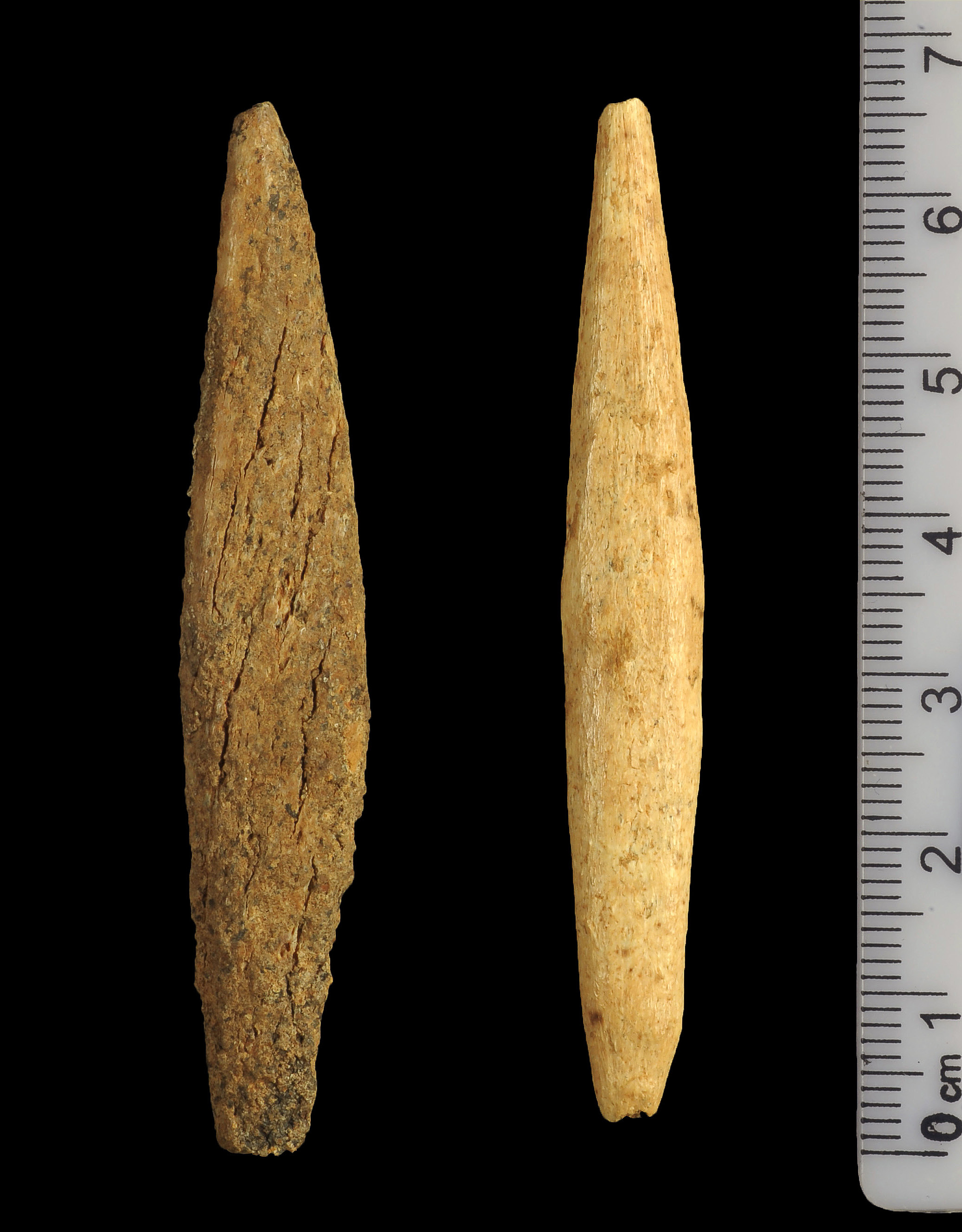
Zwei als Werkzeug hergerichtete Geweihstangen

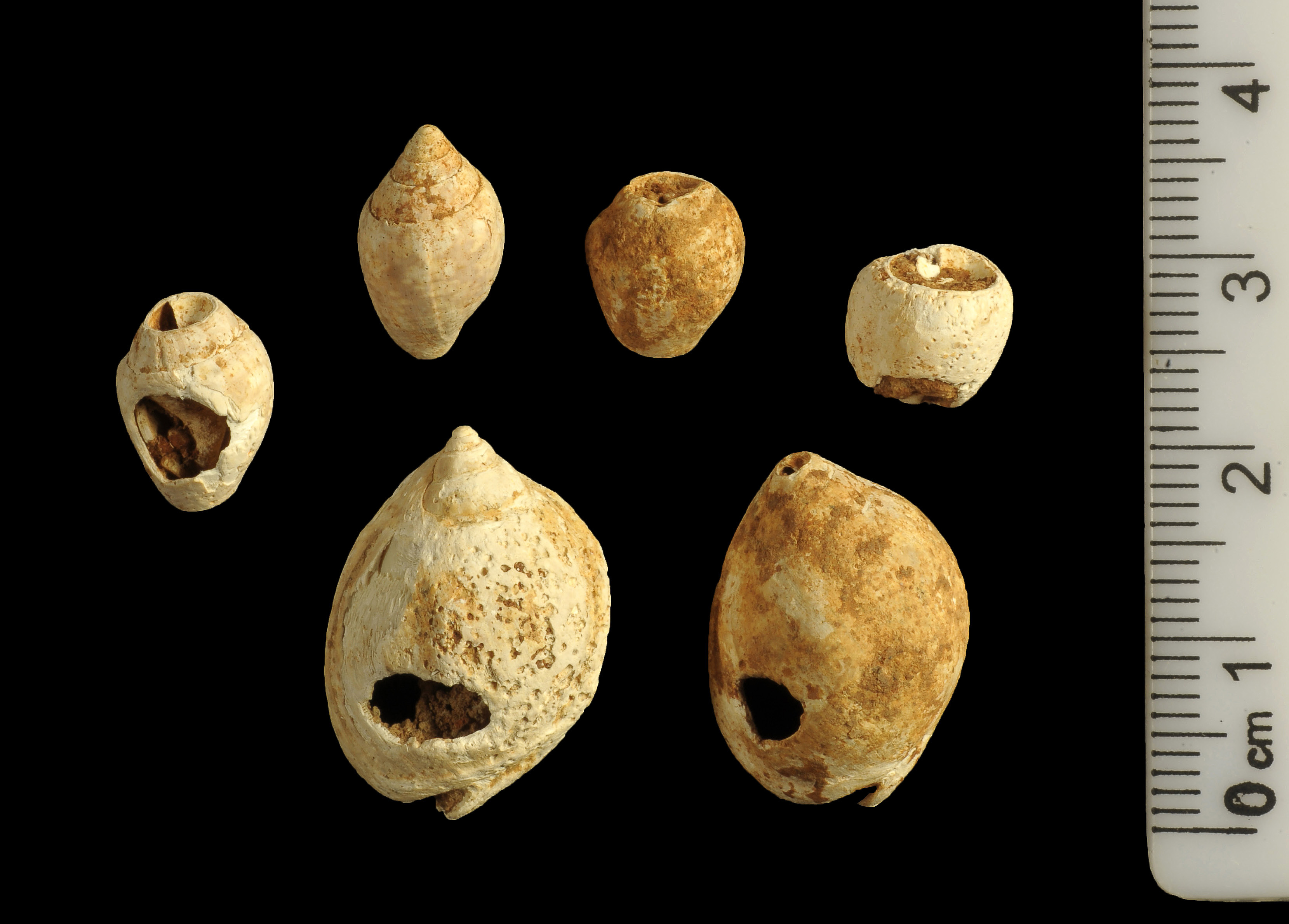
Durchlöcherte Schneckenhäuser werden als Körperschmuck interpretiert

Da Sauerstoffversorgung und Beleuchtung in der Höhle unzureichend waren, wurde die Höhle unmittelbar nach ihrer Entdeckung nur während eines einzigen Tages erkundet. Schon bei dieser Gelegenheit wurden jedoch zahlreiche an der Oberfläche liegende Steinwerkzeuge, Holzkohlenreste und das Fragment des Schädeldachs eines anatomisch modernen Menschen (Homo sapiens) entdeckt. Bemerkenswert war zudem, dass die Steinwerkzeuge teils Merkmale der mit dem Neandertaler (Homo neanderthalensis) verbundenen Levalloistechnik aufwiesen, teils aber Merkmale des mit dem anatomisch modernen Menschen verbundenen Aurignacien.
Ab 2010 folgten der ersten Sichtung Grabungen an mehreren Stellen, die weitere Steinwerkzeuge, als Werkzeug benutzte Geweihstangen, zahlreiche Knochen von kleinen und großen Tieren sowie als Körperschmuck interpretierte, durchlöcherte Schneckenhäuser zutage brachten. Ferner wurde die Vermutung geäußert, dass diese Höhle rund 250.000 Jahre lang zugänglich war.

## Fossilienfunde

### Schädeldach
Die besondere Bedeutung des entdeckten homininen Schädeldachs besteht darin, dass zur Lebenszeit dieses Menschen im gleichen Gebiet auch Neandertaler vorkamen und diese – seit langem vermutete – gleichzeitige Anwesenheit beider Homo- Arten in der Levante erstmals durch ein Fossil des Homo sapiens belegt werden konnte.
In der im Januar 2015 in Nature publizierten Beschreibung des Schädeldachs wurde unter anderem erörtert, dass die vor 55.000 Jahren im Umfeld der Höhle lebenden Menschen jener Population des Homo sapiens zugehörig gewesen sein könnten, deren Nachkommen später Europa besiedelten.

### Zähne und Fußknochen
2020 wurden in zwei Publikationen erstmals der Fund von sechs homininen Zähnen und von mehreren Knochen eines linken homininen Fußes beschrieben, deren Alter mit 46.000 bis 33.000 Jahren beziffert wurde. Den Studien zufolge konnten die Fußknochen dem Homo sapiens zugeordnet werden. Die Zuordnung der Zähne zu Homo sapiens oder Homo neanderthalensis erwies sich hingegen als schwierig, da keine eindeutigen Unterscheidungsmerkmale nachweisbar waren.

## Hinweise auf mögliche Kulthandlungen
2024 wurde in einer Fachzeitschrift die Entdeckung eines Kalksteinblocks im hintersten und dunkelsten Teil der Höhle bekannt gegeben, der – ausweislich seiner Beschaffenheit – nicht aus dem umgebenden Gestein der Höhlenrückwand herausgebrochen sein kann, sondern absichtsvoll abgelegt wurde. Der Felsblock wiegt ca. 28 kg, hat eine Größe von 29 × 22 × 25 cm und „weist ausgeprägte geometrische Markierungen auf, die ein komplexes Muster ergeben.“ Entstanden sind die recht tiefen Ritzungen vor rund 37.000 bis 35.000 Jahren (Cal BP). Den Forschern zufolge ähnelt ihre Anordnung an das Muster der Rückenpanzer Maurischer Landschildkröten (Testudo graeca), die – bis ins späte Jungpaläolithikum zurückreichend – in der Levante der Ernährung dienten und deren Panzer auch aus Grabbeigaben bekannt ist.
Die Forscher interpretierten den Fund und mehrere Ritzungen an den Höhlenwänden als einen Hinweis auf mögliche Kulthandlungen, als einen Ort, an dem sich eine Gemeinschaft getroffen hat, um quasireligiöse Riten abzuhalten, in deren Mittelpunkt ein symbolisch bedeutendes Objekt – der Schildkrötenstein – stand. Wörtlich schreiben sie in der Fachzeitschrift: „Die Untersuchung von Stalagmiten (36.000 Jahre alt) in der Nähe des gravierten Felsblocks ergab, dass in ihnen ein erheblicher Anteil an Holzaschepartikeln vorhanden war. Dieser Befund deutet darauf hin, dass der dunkle, tiefe Teil der Höhle während der Rituale durch Feuer erhellt wurde. Akustische Tests, die in verschiedenen Bereichen der Höhle durchgeführt wurden, deuten darauf hin, dass die rituelle Anlage gut für gemeinschaftliche Versammlungen geeignet war und Gespräche, Reden und das Hören erleichterte.“

## Belege
1. ↑  Ewen Callway: Neanderthals gain human neighbour. In: Nature. Band 517, 2015, S. 541, doi:10.1038/517541a
2. 1 2  Israel Hershkovitz et al.: Levantine cranium from Manot Cave (Israel) foreshadows the first European modern humans. In: Nature. Band 520, Nr. 7546, 2015, S. 216–219, doi:10.1038/nature14134, Volltext (Memento vom 23. März 2015 im Internet Archive)
 Fossiler Schädel verbindet Kontinente. Auf: idw-online.de vom 28. Januar 2015.
3. 1 2   Omry Barzilai et al.: Manot Cave: Preliminary Report. In: Hadashot Arkheologiyot – Excavations and Surveys in Israel. Band 124, Dezember 2012. The Israel Antiquities Authority, ISSN 1565-5334, Volltext
4. ↑  Ofer Marder et al.: The Upper Palaeolithic of Manot Cave, Western Galilee, Israel: the 2011–12 excavations. In: Antiquity. Project Gallery article, Nr. 337, September 2013, Volltext
5. ↑  Omry Barzilai, Ofer Marder und Israel Hershkovitz: In search of modern humans and the Early Upper Paleolithic at Manot Cave: An overview. In: Journal of Human Evolution. Band 160, 2021, 102965, doi:10.1016/j.jhevol.2021.102965.
6. ↑  Omry Barzilai et al.: Manot Cave, Seasons 2011–2012. In: Hadashot Arkheologiyot – Excavations and Surveys in Israel. Band 126, 2014. The Israel Antiquities Authority, ISSN 1565-5334, Volltext
7. ↑  Anthropology: Ancient skull from Galilee cave offers clues to the first modern Europeans. Auf: eurekalert.org vom 28. Januar 2015.
8. ↑  Dominique Grimaud-Hervé et al.: The endocast of the late Middle Paleolithic Manot 1 specimen, Western Galilee, Israel. In: Journal of Human Evolution. Band 160, November 2021, 102734, doi:10.1016/j.jhevol.2019.102734.
9. ↑  Sarah Borgel et al.: Early Upper Paleolithic human foot bones from Manot Cave, Israel. In: Journal of Human Evolution. Band 160, November 2021, 102668, doi:10.1016/j.jhevol.2019.102668.
10. ↑  Rachel Sarig et al.: The dental remains from the Early Upper Paleolithic of Manot Cave, Israel. In: Journal of Human Evolution. Band 160, November 2021, 102648, doi:10.1016/j.jhevol.2019.102648.
11. ↑  Omry Barzilai et al.: Early human collective practices and symbolism in the Early Upper Paleolithic of Southwest Asia. In: PNAS. Band 121, Nr. 51, 2024, e2404632121, doi:10.1073/pnas.2404632121. 
 Altsteinzeit: Hinweise auf religiöse Rituale in israelischer Höhle. Auf: science.orf.at vom 9. Dezember 2024.